# Maggie MacNeal
Maggie MacNeal, nacida Sjoukje van't Spijker (Tilburgo, Países Bajos; 5 de mayo de 1950), es una cantante neerlandesa. 

## Carrera
Comenzó su carrera como solista y tras grabar "I heard it through the grapevine" en 1971, formó un dúo con Willem Duyn, que se llamó Mouth & MacNeal. Tras separarse formó su propio grupo en 1975 con su marido Frans Smit (batería), Adri de Hont (guitarra), Ben Vermeulen y Wil de Meyer (bajos). En 1977, los miembros eran: Smit, Jons Pistoor, Lex Bolderdijk, y Robert Verwey (bajos). 
En 2000 fue miembro de "Dutch Divas", junto a Marga Bult. En 2008, volvió formar el dúo "Mouth & MacNeal" con Arie Ribbens substituyendo a Willem Duyn, fallecido en 2004.

## Festival de Eurovisión
Maggie MacNeal participó dos veces en el Festival de Eurovisión, representando a los Países Bajos. La primera cuando era parte del dúo "Mouth & MacNeal" participando en el Festival de la Canción de Eurovisión 1974 alcanzando la tercera plaza, detrás de ABBA y Gigliola Cinquetti con la canción "I See a Star", que fue n.º 1 en las listas de Irlanda. La segunda vez en solitario en 1980 con la canción Ámsterdam que alcanzó la 5ª posición con 93 puntos.